# Brent Weeks

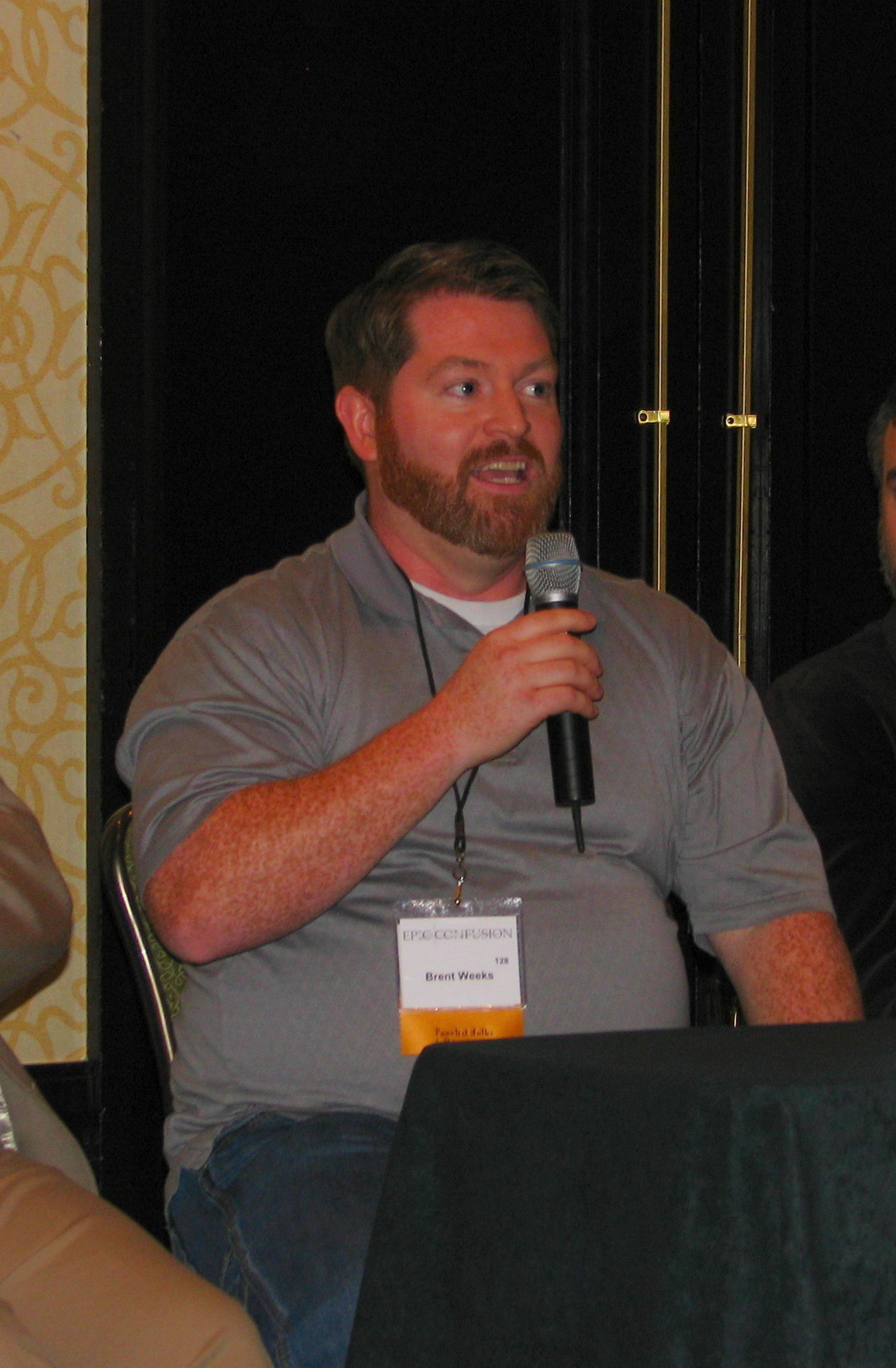
Brent Weeks (2012)

Brent Weeks (* 7. März 1977 in Montana) ist ein amerikanischer Autor, der in Oregon lebt.

## Leben und Werk
Weeks besuchte das Hillsdale College in Michigan und studierte dort Anglistik. Für kurze Zeit arbeitete er nach dem Studium als Lehrer und Barmann, entschied sich dann aber, sich den Traum vom Schreiben zu erfüllen.
Weeks erste Veröffentlichung war 2008 die Schatten-Trilogie. In dem Roman geht es um Azoth, einen Waisenjungen, der von Durzo Blint zum Attentäter ausgebildet wird. Das Buch wurde zu einem großen Erfolg in den USA. Seitdem wurde es in mehrere Sprachen, unter anderem ins Deutsche, übersetzt.
Schwarzes Prisma, das erste Buch der Licht-Serie, kam 2010 heraus. Die Geschichte um Lord Prisma, der seine Zauberkraft aus dem vollen Spektrum des Lichts schöpfen kann, war ursprünglich als Trilogie geplant. 2012 wurde eine Erweiterung auf 4 Bände angekündigt. 2012 bzw. 2015 erschienen der zweite und der dritte Band. In der deutschen Übersetzung wurde das dritte Buch The Broken Eye in zwei Teile (Sphären der Macht und Schattenblender) geteilt. 2016 folgte mit Düsterer Ruhm der vierte Band. Das fünfte und letzte Buch The Burning White kam 2019 heraus und wurde in der deutschen Übersetzung wieder in zwei Teile (Brennende Spiegel und Lichtbringer) geteilt.

## Bibliographie

### Die Schatten-Trilogie
1. The Way of Shadows (2008), dt. Der Weg in die Schatten, ISBN 978-3-442-26628-9
2. Shadow's Edge (2008), dt. Am Rande der Schatten, ISBN 978-3-442-26629-6
3. Beyond the Shadows (2008), dt. Jenseits der Schatten, ISBN 978-3-442-26630-2

Auf Englisch wurde 2012 die komplette Trilogie als Sammelband unter dem Titel: Night Angel: The Complete Trilogy mit einigen ergänzenden Kapiteln und Erläuterungen herausgebracht. Zusätzlich erschien 2011 der Ergänzungsband Perfect Shadow (Englisch, nur als E-Book), welcher die Vorgeschichte des Protagonisten Durzo Blint schildert. Der erste Band der Fortsetzungsreihe The Kylar Chronicles erschien unter dem Titel Night Angel Nemesis am 27. April 2023 auf Englisch.

### Die Licht-Reihe
1. The Black Prism (2010), dt. Schwarzes Prisma, ISBN 978-3-442-26816-0
2. The Blinding Knife (2012), dt. Die blendende Klinge, ISBN 978-3-442-26833-7
3. The Broken Eye (2014), dt. Sphären der Macht, ISBN 978-3-7341-6029-5 & Schattenblender, ISBN 978-3-7341-6038-7
4. The Blood Mirror (2016), dt. Düsterer Ruhm ISBN 978-3-7341-6101-8
5. The Burning White (2019), dt. Brennende Spiegel, ISBN 978-3-7341-6207-7 & Lichtbringer ISBN 978-3-7341-6265-7

### The Kylar Chronicles
1. Night Angel Nemesis (2023), dt. Nachtengel - Nemesis, ISBN 978-3-8371-6739-9 & Nachtengel - Gemini ISBN 978-3-8371-6740-5

### Hörbücher
Die deutschen Hörbuchfassungen erschienen bei Random House Audio. Sie wurden gelesen von Bodo Primus.
- Der Weg in die Schatten (Die Schatten-Trilogie 1)
- Am Rande der Schatten (Die Schatten-Trilogie 2)
- Jenseits Der Schatten (Die Schatten-Trilogie 3)
- Schwarzes Prisma (Die Licht-Pentalogie 1)
- Die blendende Klinge (Die Licht-Pentalogie 2)
- Sphären der Macht (Die Licht-Pentalogie 3, Teil 1)
- Schattenblender (Die Licht-Pentalogie 3, Teil 2)
- Düsterer Ruhm (Die Licht-Pentalogie 4)
- Brennende Spiegel (Die Licht-Pentalogie 5, Teil 1)
- Lichtbringer (Die Licht-Pentalogie 5, Teil 2)